# Gori
Gori je industrijski (pretežno prehrambena i tekstilna industrija) i sveučilišni grad u gruzijskoj pokrajini Unutarnji Kartli. Ima oko 50 000 stanovnika. Nalazi se na obroncima Kavkaza, na ušću rijeke Liahvi u Kuru, na nadmorskoj visini od 588 m. Udaljen je 88 km zapadno od Tbilisija. 

## Povijest
Po arheološkim i numizmatičkim nalazima smatra se da je grad bio naseljen još u staromu vijeku. Grad se prvi put spominje tek u 7. stoljeću, a značajnije mjesto u povijesti zauzima za vrijeme vladavine gruzijskog kralja Davida «Graditelja» (1089. – 1125.) koji je proširio i uredio grad. U velikom potresu 1920. godine grad je većinom uništen. U kolovozu 2008. godine, grad se našao na meti ruskoga ratnoga zrakoplovstva tijekom rata u Gruziji, a privremeno ga je okupiralo rusko pješaštvo. 

## Spomenici i znamenitosti
- Katedrala
- Staljinov muzej, izgrađen pored njegove rodne kuće.

## Šport
- FC Dila Gori, nogometni klub (osnovan 1949.)